# Furen (Öja socken, Småland)
Furen är en sjö i Växjö kommun i Småland och ingår i Mörrumsåns huvudavrinningsområde. Sjön har en area på 1,25 kvadratkilometer och ligger 151 meter över havet. Sjön avvattnas av vattendraget Mörrumsån (Åbyån). Vid provfiske har en stor mängd fiskarter fångats, bland annat abborre, björkna, braxen och gers.

## Delavrinningsområde
Furen ingår i det delavrinningsområde (630068-142833) som SMHI kallar för Utloppet av Furen. Medelhöjden är 160 meter över havet och ytan är 11,36 kvadratkilometer. Räknas de 79 avrinningsområdena uppströms in blir den ackumulerade arean 1 377,6 kvadratkilometer. Avrinningsområdets utflöde Mörrumsån (Åbyån) mynnar i havet. Avrinningsområdet består mestadels av skog (73 procent). Avrinningsområdet har 1,24 kvadratkilometer vattenytor vilket ger det en sjöprocent på 10,9 procent.

## Fisk
Vid provfiske har följande fisk fångats i sjön:
- Abborre
- Björkna
- Braxen
- Gärs
- Gädda
- Karpfisk obestämd
- Löja
- Mört
- Sandkrypare
- Sarv
- Sutare